# John Goodall
John Goodall (Westminster, 19 giugno 1863 – Watford, 20 maggio 1942) è stato un calciatore e allenatore di calcio inglese, di ruolo attaccante.
Grazie alle 21 marcature realizzate nella stagione 1888-1889 divenne il miglior marcatore mondiale della stagione.

## Carriera
Nacque a Westminster da genitori scozzesi che si trasferirono presto Kilmarnock, nelle cui squadre locali John cominciò a giocare a calcio. Una volta cresciuto scelse però di rappresentare la Nazionale inglese, mentre il fratello Archie Goodall, nato su suolo irlandese, optò per l'Irlanda: questo fece di loro i primi due fratelli nella storia del calcio a giocare per due nazionali diverse. Quando giocava nel Great Lever di Bolton venne notato da William Sudell, presidente ed allenatore del Preston North End, che gli offrì un contratto. Nel suo primo anno col Preston raggiunse la finale di FA Cup perdendola contro il West Bromwich Albion, mentre l'anno successivo il Preston si aggiudicò sia il primo Campionato inglese di calcio, di cui Goodall fu capocannoniere con 21 reti, sia la FA Cup. L'anno successivo raggiunse il fratello nelle file del Derby County e vi rimase per un decennio, nel quale ebbe occasione di fare da chioccia a Stephen Bloomer. Giocò poi in Second Division con le maglie di New Brighton Rower e Glossop North End; in seguito divenne il primo allenatore della storia del Watford. Giocò anche a cricket, nel Derbyshire County Cricket Club, e a curling.

## Palmarès

### Giocatore

#### Competizioni nazionali
- Campionato inglese: 1

Preston North End: 1888-1889
- Coppa d'Inghilterra: 1

Preston North End: 1888-1889